# Achille Iacobelli
Achille Iacobelli (1812 – 1872) è stato un imprenditore italiano, maggiore della Guardia Urbana del Contado del Molise e tenente colonnello della Guardia Nazionale Italiana.
Diede avvio alla bonifica di Telese Terme dove costruì delle case e le terme che portano il suo nome; edificò il ponte "Torello" e costruì numerose strade pubbliche come l'attuale strada provinciale Cerreto Sannita-Guardia Sanframondi. Nel 1852 accolse nel suo palazzo a San Lupo Ferdinando II delle Due Sicilie. Scrisse diversi saggi di economia e di politica.